# Prix Kalmia
Prix Kalmia är ett årligt travlopp för 3-åriga varmblod (hingstar) som körs på Vincennesbanan i Paris i Frankrike i maj. Det är ett Grupp 2-lopp, det vill säga ett lopp av näst högsta internationella klass. Förstapris i loppet är 54 000 euro.Loppet körs över distansen 2175 meter.

## Vinnare
| År   | Häst               | Efter              | Kusk                    | Tränare                 | Tid    |
| ---- | ------------------ | ------------------ | ----------------------- | ----------------------- | ------ |
| 2024 | Lucky Jackson      | Ready Cash         | Jean-Michel Bazire      | Jean-Michel Bazire      | 1.12,8 |
| 2023 | King Opera         | Ready Cash         | William Bigeon          | William Bigeon          | 1.12,1 |
| 2022 | Jakartas des Pres  | Scipion du Goutier | Eric Raffin             | Maxime Bezier           | 1.11,5 |
| 2021 | Impressionist      | Ready Cash         | Eric Raffin             | Louis Baudron           | 1.13,6 |
| 2020 | Helgafell          | Charly du Noyer    | Eric Raffin             | Philippe Allaire        | 1.13,8 |
| 2019 | Gotland            | Ready Cash         | Eric Raffin             | Philippe Allaire        | 1.14,6 |
| 2018 | Flocki d'Aurcy     | Ready Cash         | Yoann Lebourgeois       | Philippe Allaire        | 1.17,6 |
| 2017 | Écu Pierji         | Tucson             | Mathieu Mottier         | Sébastien Guarato       | 1.15,1 |
| 2016 | Django Riff        | Ready Cash         | Yoann Lebourgeois       | Philippe Allaire        | 1.13,5 |
| 2015 | Captain Crazy      | Quaro              | Tony Le Beller          | Fabrice Souloy          | 1.12,7 |
| 2014 | Brillantissime     | Ready Cash         | Joseph Verbeeck         | Philippe Allaire        | 1.13,0 |
| 2013 | Aldo des Champs    | Prince d'Espace    | Matthieu Abrivard       | Matthieu Abrivard       | 1'13"2 |
| 2012 | Volcan d'Urzy      | Password           | Jean-Philippe Dubois    | Jean-Philippe Dubois    | 1'14"0 |
| 2011 | Uncaring           | Nice Love          | Jean-Michel Bazire      | Sébastien Guarato       | 1'12"5 |
| 2010 | Tucson             | Coktail Jet        | Joseph Verbeeck         | Philippe Allaire        | 1'13"4 |
| 2009 | So Lovely Girl     | Kaisy Dream        | Christophe Martens      | Fabrice Souloy          | 1'14"1 |
| 2008 | Ready Cash         | Indy de Vive       | Bernard Piton           | Philippe Allaire        | 1'14"4 |
| 2007 | Quick de la Loge   | Tarass Boulba      | Pierre Levesque         | Laurent-Claude Abrivard | 1'13"7 |
| 2006 | Password           | Goetmals Wood      | Jean-Philippe Dubois    | Jean-Philippe Dubois    | 1'14"3 |
| 2005 | Offshore Dream     | Rêve d'Udon        | Jean-Philippe Borodajko | Jean-Philippe Borodajko | 1'16"5 |
| 2004 | Ni Ho Ped d'Ombrée | Bassano            | Michel Lenoir           | Jean-Raoul Deshayes     | 1'14"7 |
| 2003 | Mon Bellouet       | Hello Jo           | Jean-Michel Bazire      | Fabrice Souloy          | 1'15"7 |
| 2002 | Love You           | Coktail Jet        | Jean-Pierre Dubois      | Jean-Pierre Dubois      | 1'14"9 |
| 2001 | Kaisy Dream        | Extrême Dream      | Jean-Pierre Dubois      | Jean-Pierre Dubois      | 1'14"6 |
| 2000 | Juliano Star       | Buvetier d'Aunou   | Jean-Pierre Dubois      | Jean-Pierre Dubois      | 1'15"  |
| 1999 | Ildo de Fleurac    | Tachy de la Creuse | Alain Laurent           | Jean-Claude Martel      | 1'16"  |
| 1998 | Hello Jo           | Buvetier d'Aunou   | Jean-Étienne Dubois     | Jean-Étienne Dubois     | 1'15"7 |
| 1997 | Gavroche Perrine   | Ténor de Baune     | Jean-Baptiste Bossuet   | Jean-Baptiste Bossuet   | 1'16"1 |
| 1996 | Fripon Rose        | Tipouf             | Philippe Placet         | Philippe Placet         | 1'17"1 |
| 1995 | Esotico Star       | Tarass Boulba      | Jean-Pierre Dubois      | Jean-Pierre Dubois      | 1'19"9 |
| 1994 | Dahir de Prélong   | Fakir du Vivier    | Bertrand Lefèvre        | Bertrand Lefèvre        | 1'15"7 |
| 1993 | Casino des Sports  | Rainbow Runner     | Christophe Chalon       | Guy-Maurice Dreux       | 1'20"4 |
| 1992 | Bon Conseil        | Passionnant        | Jean-Pierre Dubois      | Jean-Pierre Dubois      | 1'17"7 |
| 1991 | Autour d'Aunou     | Speedy Somolli     | Jean-Étienne Dubois     | Jean-Étienne Dubois     | 1'18"3 |
| 1990 | Virstly Gédé       | Firstly            | Ulf Nordin              | Ulf Nordin              | 1'16"8 |
| 1989 | Une de Rio         | Florestan          | Jean-Pierre Dubois      | Jean-Pierre Dubois      | 1'16"5 |
| 1988 | Tonnerre d'Amour   | Florestan          | Ulf Nordin              | Ulf Nordin              | 1'16"9 |
| 1987 | Sonia Williams     | Jet du Vivier      | Abraham Hubertus Post   | Jan Kruithof            | 1'17"1 |
| 1986 | Radjah de Talonay  | Seddouk            | Jean-Pierre Dubois      | Jean-Pierre Dubois      | 1'18"8 |
| 1985 | Quarisso           | Fakir du Vivier    | Michel-Marcel Gougeon   | Jean-Lou Peupion        | 1'18"6 |
| 1984 | Pontcaral          | Chambon P          | Ali Hawas               | Ali Hawas               | 1'17"9 |
| 1983 | Ourasi             | Greyhound          | Jean-René Gougeon       | Raoul Ostheimer         | 1'17"6 |
| 1982 | Nans le Berger     | Oberon             | Alain Roussel           | Alain Roussel           | 1'19"9 |
| 1981 | Major de Brion     | Mitsouko           | Michel-Marcel Gougeon   | Michel-Marcel Gougeon   | 1'18"7 |
| 1980 | Lançon             | Toledo II          | Jacques-Maurice Riaud   | Jacques-Maurice Riaud   | 1'18"9 |
| 1979 | King Black         | Aigle Noir         | Gérard Mottier          | Gérard Mottier          | 1'19"2 |
| 1978 | Joyeux de Gournay  | Paléo              | Louis Boulard           | Louis Boulard           |        |